# جان هاريس (عالمة بيئة)
جان هاريس (بالإنجليزية: Jean Harris)‏ هي عالمة بيئة أمريكية، ولدت في 22 مايو 1922، وتوفيت في 25 نوفمبر 2008.